# René Chocat
René Chocat   () fou un jugador de bàsquet francès, guanyador d'una medalla olímpica. El 2012 fou inclòs a l'Académie du basket-ball français.
El 1948 va prendre part en els Jocs Olímpics de Londres, on guanyà la medalla de plata en la competició de bàsquet. Entre 1948 i 1950 jugà 10 partits amb la selecció francesa. Quatre anys més tard, als Jocs de Hèlsinki, fou vuitè en la mateixa competició.
Amb la selecció francesa també guanyà tres medalles en el Campionat d'Europa de bàsquet, de plata el 1949 i de bronze el 1951 i 1953. Disputà 69 partits amb la selecció francesa.